# غاريت فيلان
غاريت فيلان (بالإنجليزية: Garrett Phelan)‏ هو فنان صوت ‏ أيرلندي، ولد في 1965.